# SmartMedia

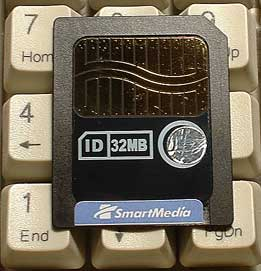
Карта SmartMedia лежить на клавіатурі

SmartMedia — портативна флеш-карта пам'яті, створена компанією Toshiba, і випущена на ринок в 1995 році — щоб скласти конкуренцію таким форматам, як MiniCard, CompactFlash, і РС Card. Спочатку, SmartMedia називалася Solid State Floppy Disk Card (SSFDC) і проголошувалася спадкоємцем Floppy-дисків.
Карта SmartMedia складається з одного чипа NAND EEPROM, усередині тонкого пластикового корпусу(хоча деякі карти великого обсягу складаються з кількох зв'язаних чипів). Вона була однією з найменших і найтонших (0.76 мм) з перших карт пам'яті, і при цьому залишалася одною з найдешевших. У карті відсутній контролер пам'яті — ради зниження ціни. Ця особливість перетворилася на недолік, бо деякі старі пристрої потрібно було перепрошивати для підтримки карт більшої місткості.
Зазвичай, карти SmartMedia використовувалися для зберігання інформації на портативних пристроях — з можливістю швидкої зміни і доступу з персонального комп'ютера. Існували спеціальні SmartMedia читачі, але потім їх змінили мультиформатні читачі карт. Сьогодні ними оснащуються багато ноутбуків і нові персональні комп'ютери.
Карти SmartMedia знайшли широке розповсюдження в цифрових камерах, досягнувши піку в 2001 році, коли половина ринку була за SmartMedia. Основну підтримку формат знайшов в компаніях Fuji і Olympus. Проте у формату починали з'являтися проблеми. По-перше, максимальний обсяг карти був обмежений 128 Мб. По-друге, камери досягали розміру, для якого карти SmartMedia виявлялися дуже великими. Сильним ударом був перехід компанії Olympus на карти Secure Digital. Потім формат залишився без підтримки — Fuji і Olympus перейшли на xD-Picture Card. У інших сферах формат не був такий популярний.
Карти SmartMedia місткістю понад 128 Мб ніколи не випускалися, а деякі старі пристрої не підтримували карти, обсягом більше 32 Мб без перепрошивки (а деякі — взагалі не підтримували). Були, проте, чутки про підготовку карти обсягом 256 Мб. На цю карту були випущені технічні специфікації, а подекуди її навіть рекламували.
Toshiba і Samsung досі виробляють карти SmartMedia (до 128 Мб) для використання в існуючих пристроях. Також ці карти пропонують і інші виробники пам'яті, наприклад Lexar і Sandisk. Перевага, якою досі володіє SmartMedia над деякими типами пам'яті, — це можливість використання карт будь-якого обсягу в звичайному floppy-дисководі, за допомогою адаптера FlashPath.
Є дві версії карт SmartMedia — 5 V і 3.3 V (іноді позначається 3 V), названі по робочій напрузі. Корпус у них практично ідентичний. Єдина відмінність — положення «зрізаного» куточка.
Існує зовнішній адаптер, що дозволяє використовувати карти xD-Picture card в рознімі для SmartMedia, але він не входить повністю в слот SM. Існує обмеження на обсяг вживаної xD карти (128, іноді — 256 Мб), а також можуть бути обмеження і в роботі читаючого пристрою.

## Специфікація
- Вага: 2 г
- Розмір: 45.0 × 37.0 × 0.76 мм

Розміри карти SmartMedia

- Місткість: 2, 4, 8, 16, 32, 64, 128 MB
- Плоский контактний майданчик — 22 контакти
- 8-бітовий інтерфейс вводу/виводу (в деяких випадках — 16-бітовий)
- Швидкість передачі даних: 2MB/с
- 1,000,000 циклів читання/запису
- збереження інформації — 10 років без електропостачання
- металева наклейка для захисту від запису
- Сумісна з PCMCIA за допомогою адаптера
- Сумісна з картами CompactFlash Type II за допомогою адаптера

Сумісна з 3.5" дисководом за допомогою адаптера FlashPath